# Patrick Malo
Bihetoué Patrick Malo (né le 18 février 1992 à Ouagadougou au Burkina Faso) est un joueur de football international burkinabé, qui évolue au poste de défenseur central au Qadsia SC. Il est le fils de Kamou Malo, sélectionneur du Burkina Faso lors de la Coupe d'Afrique des Nations 2021 (2022) disputée au Cameroun.

## Biographie

### Carrière en club
Avec le club de la JS Kabylie, il joue 23 matchs en première division algérienne, marquant 3 buts. Il est aussi celui qui marque le but de légalisation contre le Cameroun au match de poule en CAN 2015.

### Carrière en sélection
Il joue son premier match en équipe du Burkina Faso le 9 octobre 2015, en amical contre le Mali (défaite 1-4).
Il participe avec l'équipe du Burkina Faso à la Coupe d'Afrique des nations 2017 organisée au Gabon. Lors de cette compétition, il joue deux matchs : contre le Cameroun, et le Gabon.